# Lieskovany
Lieskovany este o comună slovacă, aflată în districtul Spišská Nová Ves din regiunea Košice. Localitatea se află la altitudinea de 447 m deasupra n.m., se întinde pe o suprafață de 1,76 km2 și în 2017 număra 352 de locuitori.

## Istoric
Localitatea Lieskovany este atestată documentar din 1277.

## Demografie
| An:                | 1994 | 2004    | 2014    | 2024    |
| ------------------ | ---- | ------- | ------- | ------- |
| Număr de persoane: | 233  | 262     | 326     | 410     |
| Diferență:         |      | +12,44% | +24,42% | +25,76% |

| An:                | 2023 | 2024   |
| ------------------ | ---- | ------ |
| Număr de persoane: | 388  | 410    |
| Diferență:         |      | +5,67% |